# Opération Peter Pan
Pour les articles homonymes, voir Peter Pan (homonymie).

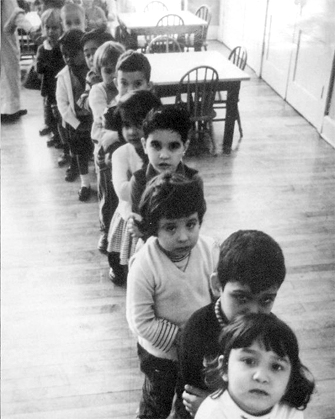
Enfants Cubains

L’opération Peter Pan (Operación Peter Pan ou Operación Pedro Pan) est une opération coordonnée entre 1960 et 1962 par les États-Unis (notamment par le département d'État des États-Unis et la CIA), l'archidiocèse de Miami, et certains Cubains qui consistait à amener à Miami des enfants cubains dont les parents étaient opposés au gouvernement castriste. Plus de 14 000 enfants ont été envoyés depuis Cuba. Avec l'aide de l'archidiocèse de Miami et le père Bryan O. Walsh, les enfants furent placés dans 35 États.